# 8629 Chucklorre
A 8629 Chucklorre (ideiglenes jelöléssel (8629) 1981 EU26) a Naprendszer kisbolygóövében található aszteroida. Schelte J. Bus fedezte fel 1981. március 2-án.